# Herkules (keresztnév)
A Herkules görög mitológiai eredetű férfinév,  jelentése: Héra harcosa, akit Héra hív.[forrás?]

## Gyakorisága
Az 1990-es években szórványos név, a 2000-es években nem szerepel a 100 leggyakoribb férfinév között.

## Névnapok
- július 14.[2]

## Híres Herkulesek
- Hercule Poirot nyomozó
- I. Herkules grúz király
- II. Herkules grúz király
- I. Herkules ferrarai herceg
- II. Herkules ferrarai herceg